# Vive la France (film, 2013)
Pour les articles homonymes, voir Vive la France.
Pour plus de détails, voir Fiche technique et Distribution.
Vive la France est un film français réalisé par Michaël Youn, produit par Légende Film, et distribué par Gaumont sorti au cinéma le 20 février 2013. Le film met en scène Michaël Youn et José Garcia incarnant les deux protagonistes du film Muzafar et Feruz.
Le film démarre au Taboulistan, qui est un minuscule pays fictif, prétendument enclavé entre l'Afghanistan, le Kirghizistan et le Tadjikistan, quasiment inconnu du reste du monde. Son seul atout de notoriété est d'avoir inventé le taboulé. Hélas, les Libanais leur ont volé la recette. Leur chef aimerait faire connaître son pays. Par conséquent, deux demi-frères taboulistanais, des bergers au look de Borat Sagdiyev nommés Muzafar et Feruz, sont envoyés en France par leur président pour faire la promotion de leur pays. La méthode retenue : le « terrorisme publicitaire ». 

## Synopsis
Muzafar et Feruz, demi-frères, sont deux habitants du Taboulistan, un pays (fictif) enclavé entre l'Afghanistan, le Kirghizistan et le Tadjikistan, pratiquement inconnu du reste du monde. Leur trésor national, le taboulé, est également attribué à tort, aux Libanais, qui leur ont volé la recette. Furieux que son pays ne soit pas plus connu, Adadat Uechmugul, Chef Suprême, demande à ses conseillers de trouver une solution. Son fils, Jafaraz, suggère de détourner un avion et de le faire s'écraser sur la Tour Eiffel. Devant cette idée lumineuse, Adadat le charge de trouver des hommes pour accomplir cette mission. Jafaraz fait le tour des villages et Muzafar et Feruz sont recrutés.
Après une formation autour de la langue et de la culture française, les deux frères partent en Turquie pour prendre un vol pour Paris. Alors qu'ils s'apprêtent à prendre le contrôle de l'avion, l'hôtesse de l'air informent les passagers qu'en raison d'une grève, l'avion doit atterrir en Corse. Les tabouls sortent de l'aéroport et se font voler leurs affaires par un taxi. N'ayant aucun sens de l'orientation, les demi-frères arrivent dans un bar mais se font vite chasser quand Muzafar gifle la serveuse qui lui demandait ce qu'il voulait manger (au Taboulistan, une femme ne doit pas adresser la parole à un homme). Ils se réfugient ensuite dans une propriété appartenant à des continentaux, changent de vêtements et décident d'y passer la nuit. La maison explose et les demi-frères se retrouvent nez à nez avec des indépendantistes qui croyaient la maison vide. Les Corses les kidnappent, pensant qu'il s'agit des propriétaires puis les relâchent en comprenant leur erreur. Les tabouls expliquent qu'ils doivent se rendre à Paris et les corses leur fournissent un petit bateau.
Victimes d'une insolation, ils échouent sur une plage naturiste et finissent par arriver à Marseille où ils se retrouvent au beau milieu d'un affrontement entre CRS et manifestants. Les habitants les emmènent dans un bar (les demi-frères pensent y trouver des bombes) mais sont de nouveau chassés quand Feruz ôte son blouson et révèle qu'il porte un maillot du PSG (trouvé dans la maison en Corse). Feruz est ensuite pris à partie par une bande d'adolescents et s'évanouit à cause d'un coup au nez pendant que Muzafar est jeté dans la mer. 
Feruz est emmené à l'hôpital mais découvre que le médecin s'est trompé et lui a retiré un rein au lieu de soigner son nez. Le médecin lui explique que son organe est en transit pour Paris et qu'il doit être greffé dans quelques jours. Marianne, une journaliste d'itélé qui cherchait un sujet, décide de les aider mais les demi-frères sont envoyés dans un centre pour migrants à Toulouse après que Feruz ait agressé une hôtesse. 
Au centre, les demi-frères tentent de corrompre leur gardien qui finit par accepter s'ils se déguisent en animaux pour qu'il tourne une vidéo. Muzafar et Feruz réussissent à s'enfuir et Marianne les récupère. Le lendemain matin, les tabouls se réveillent dans le village natal de Marianne, dans le Sud-Ouest, qui les emmènent fêter le 14 juillet avec toute sa famille. Les tabouls découvrent les coutumes françaises bien loin de ce qu'ils ont appris chez eux et commencent à apprécier leur pays d'accueil. Muzafar contacte Jafaraz qui lui donne l'ordre d'exécuter leur mission sinon il tuera leur père. Muzafar décide de ne rien dire à Feruz et ils atteignent finalement la capitale en compagnie de Marianne. Entre-temps, Adadat ordonne à son fils de se rendre à Paris pour détruire lui-même la Tour Eiffel.
Dans l'appartement de la journaliste, les demi-frères tournent maladroitement leur vidéo de revendication mais Feruz décide de laisser tomber la mission en ayant petit à petit commencé à apprécier leur vie ici. Muzafar, furieux, part et trouve le revendeur d'arme que Jafaraz lui a indiqué qui l'équipe avec une ceinture d'explosifs. Marianne et Feruz arrivent à l'hôpital où les médecins l'attendent pour lui re-greffer son organe. Avant l'opération, Feruz emmène son rein dans une glacière et part retrouver son demi-frère. Marianne et lui le cherchent aux alentours du monument et le retrouvent dans un parc. Muzafar éclate en sanglots et explique à son demi-frère qu'il ne veut tuer personne et qu'il s'est débarrassé de la bombe. 
Sur le Pont d'Iena, les demi-frères reconnaissent Jafaraz et son majordome avec le sac contenant la bombe. Jafaraz enclenche la minuterie et s'enfuit. Feruz lance le sac dans l'eau mais explose en ayant, par erreur, lancé celui qui contenait son rein. Aux yeux des français, deux migrants ont sauvé la Tour d'un attentat et via un reportage de Marianne, le monde entier découvre l'existence du Taboulistan. La joie d'Adadat est de courte durée car les tabouls le décapitent quelques jours plus tard et Feruz devient un héros national. Son fils tente de fuir vers la Suisse mais son avion est victime d'un attentat-suicide. Invité à l'Elysée pour rendre hommage à son demi-frère, Muzafar exécute la danse traditionnelle de son pays qui consiste à gifler la personne avec qui il danse. 
Le film se conclut sur les agents de sécurité qui sont sur le point de le plaquer au sol après que Muzafar ait giflé la Présidente de la République.

## Fiche technique
- Titre original : Vive la France
- Réalisation : Michaël Youn

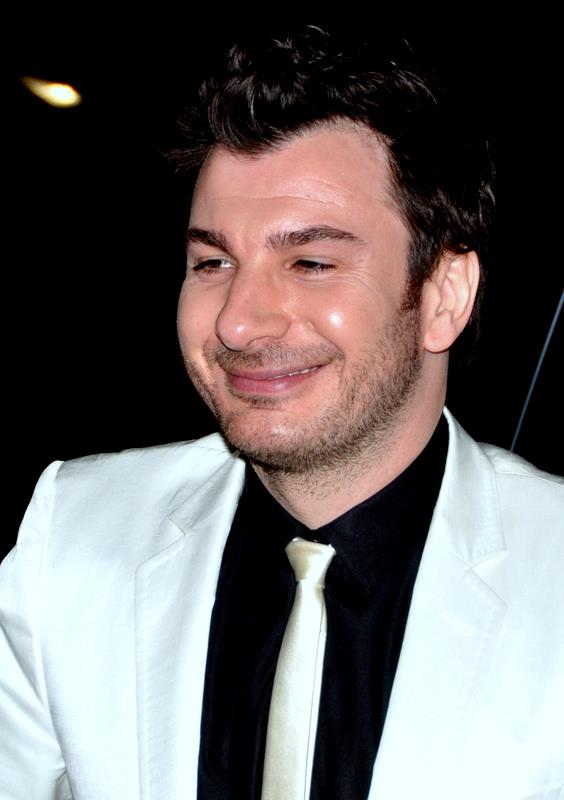
Michaël Youn, réalisateur, co-scénariste et interprète du rôle de Feruz.

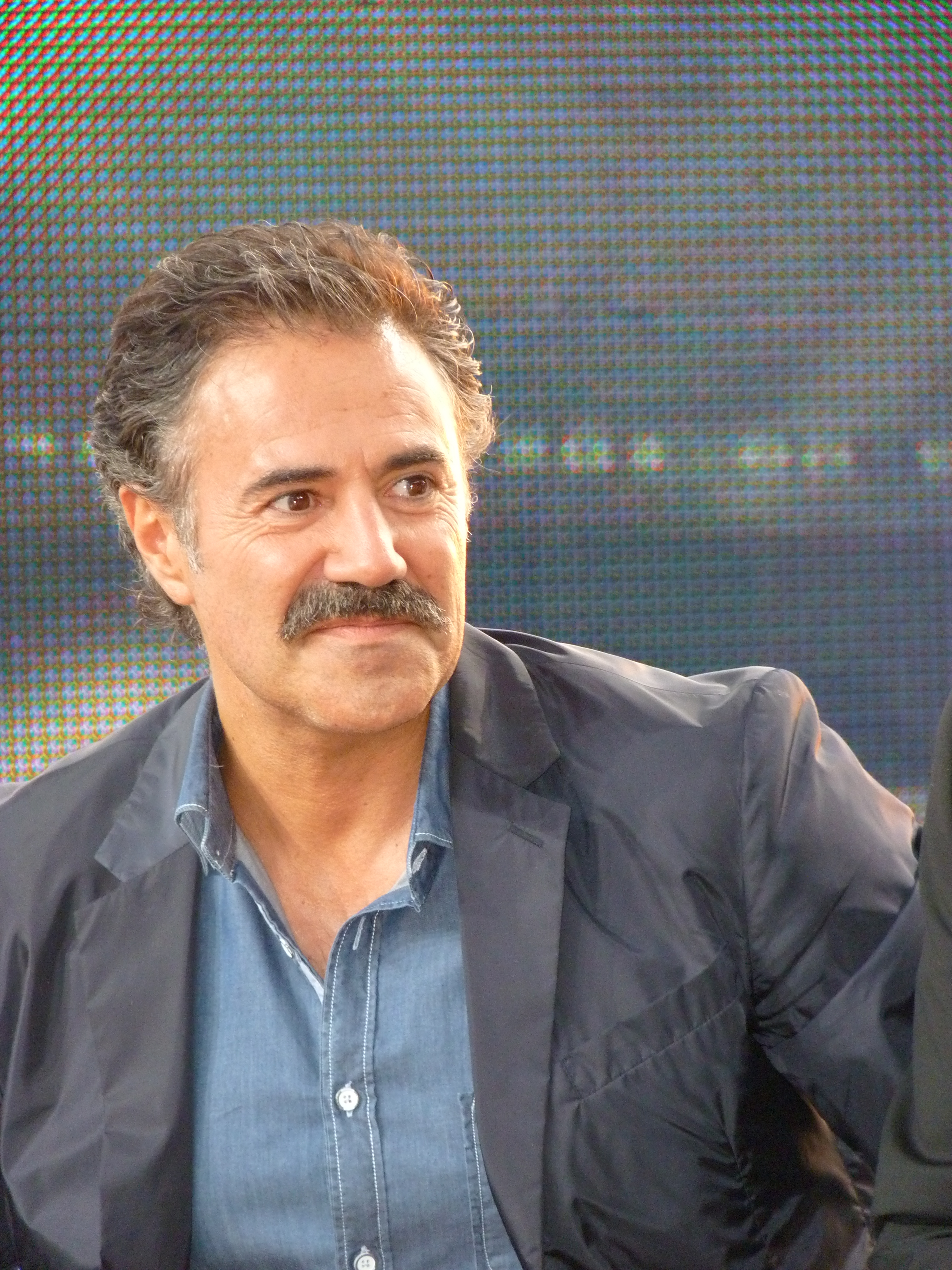
L'acteur José Garcia au festival de Cannes 2012, pour la promotion du film.

- Scénario : Michaël Youn, Dominique Gauriaud et Jurij Prette, d'après une idée de Bernardo Barilli
- Musique : Freaks
- Photographie : Stéphane Le Parc
- Montage : Sandro Lavezzi et Nicolas Trembasiewicz
- Costumes : Olivier Beriot
- Coiffures : Frédérique Arguello
- Maquillage : Mabi Anzalone
- Décors : Pierre Quefféléan
- Production : Alain Goldman
- Sociétés de production : Legende Films, Gaumont, Makayel et France 2 Cinéma
- Distribution : Gaumont Distribution
- Budget : 15,80 millions d'euros[2]
- Pays d'origine :  France
- Langue originale : français (ainsi qu'une langue fictive)
- Genre : comédie
- Durée : 98 minutes
- Lieux de tournage : France (Saint-Cirq-Lapopie, Monpazier, Villeneuve-sur-Lot, Marcilhac-sur-Célé, Ambialet, Corse)[3],[4] et Maroc (Ouarzazate)
- Date de sortie : 20 février 2013[5]
- Date de sortie en DVD : 20 juin 2013

## Distribution
- José Garcia : Muzafar
- Michaël Youn : Feruz
- Isabelle Funaro : Marianne
- Ary Abittan : Jafaraz Ouechmagül
- Jérôme Commandeur : le gendarme du centre de rétention
- Vincent Moscato : l'oncle Momo
- Guilaine Londez : la tante Nanette
- Franck Gastambide : Kévin
- Jean-François Cayrey : le taxi de Paris
- Moussa Maaskri : Adadat Uechmugul
- Claude Perron : employée Sécu
- Hamid Najah : le père de Muzafar & Feruz
- Fatsah Bouyahmed : l'assistant de Jafaraz
- Émilie Caen : l'hôtesse de Fly2France
- Jean-Louis Barcelona, Martial Courcier, Kamel Benchemekh, Laurence Oltuski et Dominique Fouré : les passagers de l'avion
- Philippe Ambrosini : le policier aéroport de Figari
- Michel Ferracci : le taxi de l'aéroport de Figari
- Claude Sesé : l'aubergiste corse
- Marie-Pierre Nouveau : la jeune femme de l'auberge corse
- Jean-François Perrone : le chef nationaliste corse
- Mathias Richard : le passager à l'aéroport
- Frankie Pain : la femme naturiste
- Patrice Cols : le capitaine CRS de Marseille
- Bonnafet Tarbouriech : le délégué syndical marseillais
- Sandra Jouet, Magali Lerbey, Teddy Melis et Martial Bezot : la militants de la manifestation à Marseille
- Luc Palun : le patron du bar des supporters à Marseille
- Mohamed Aribi, Mohamed Youri, Sean Obispo, Yoann Moissi, Rayane Yahia et Clément Lacroix : les jeunes dans la rue à Marseille
- Pierre Diot : le médecin-chef de l'hôpital de Marseille
- Marie Le Cam et Audrey Garcia : les infirmières de l'hôpital de Marseille
- Fred Saurel : la caméraman d'iTélé
- Fred Epaud et Patrick Seminor : les policiers de Marseille
- Anthony Joubert : le gardien du centre de rétention
- Gérard Dubouche : le conducteur du camion poubelle
- Olivier Merle et Denis Charvet : les rugbymen
- Jean-Marie Lecoq, Pierre Laplace et Marc Andreoni : Chasseurs
- Marina Benayoun : la mère de Kevin
- Karine Valmer : l'infirmière de l'hôpital Saint-Jacques à Paris
- François Lescurat : le chirurgien de l'hôpital Saint-Jacques à Paris
- Guillaume Auda : le présentateur d'iTélé
- Blanche Raynal : la présidente de la République française
- Karine Valmer : l'infirmière de Paris
- Laurent Casanova : le client de l'auberge corse
- Vincent Lecrocq : le cracheur dans l'avion

## Production

### Développement du projet
Michaël Youn, artiste et acteur français, décide de tourner son deuxième long-métrage Vive la France à Marseille. De ses mots, le réalisateur décrit ce film comme « une comédie caricaturale, qui risque d'en faire rire plus d'un, et qui témoigne de son amour pour la France ».
L'histoire de ses deux apprentis terroristes est inspiré d'une histoire réelle comme l'explique Michaël Youn : « Avec mes deux coscénaristes (Dominique Gauriaud et Jurij Prette), nous étions partis pour écrire un film sur le personnage de Christelle, la sœur de Fatal Bazooka (découverte dans le clip Parle à ma main). On est alors tombé sur un journal italien racontant que des membres d'Al-Qaïda qui se dirigeaient vers Milan dans le but de commettre un attentat avaient dû se poser à Naples pour des raisons techniques et étaient morts au bout d'une semaine. Le premier avait été tué par la Camorra, qui avait appris qu'il était terroriste, et le second avait été poignardé dans un terrain vague par des gosses de 12 ans qui voulaient lui piquer ses affaires. Une version extrême de l'arroseur arrosé…».

### Distribution
Le casting du film se déroule durant les 5 et 14 juillet 2012 entre Saint-Cirq-Lapopie, Monpazier et Villeneuve-sur-Lot. Concernant les enfants, les candidatures devaient être envoyées par courriel avant le 28 mai. Le 30 mai 2012, une longue file d'attente d'approximativement 800 personnes est aperçue sous la halle Lakanal dont le tournage démarre par la suite en début juillet 2012. À Tour-de-Faure, une quinzaine de rugbymen se sont regroupés pour effectuer un casting. La responsable Anne Barbier explique « en tant que responsable du département casting de Michaël Youn, je suis chargée de rechercher des figurants pour un film où le rugby sera omniprésent. Vive la France ! sera réalisé et interprété par Michaël, dans lequel jouera également José Garcia. Ce film se déroulera dans le Sud-Ouest, terre de rugby s'il en est, mais je ne peux pas vous en dire plus pour le moment ». Le bureau d'accueil des tournages s'est installé dans les locaux du cinéma L'Utopie » à Sainte-Livrade.

### Tournage
Le tournage du film a lieu entre le samedi 16 juin et le mercredi 5 septembre 2012.
Le 9 février 2013, Michaël Youn et José Garcia présentent le film en avant-première au Méga CGR de Pau. La sortie officielle du film au cinéma est prévue le 20 février 2013.
Le 19 février, pour la dernière promotion du film, Cyril Hanouna décide d'organiser le plus grand Harlem shake en direct avec, les invités, les chroniqueurs en fin d’émission de Touche pas à mon poste !.

## Autour du film
Le film est truffé de références à des stars et événements récents. Cette rubrique en reprend quelques-unes, mais n'est pas exhaustive. Aussi, certaines scènes évoquent plusieurs références en même temps ; cette liste peut donc ne pas être précise.
- Leurs Chef Jafaraz Ouechmagül joué par Ary Abittan le surnomme Wesh ma gueule qui fait référence à un titre de Fatal Bazooka de l'album T'as vu.

- La scène de préparation du taboulé commentée par Feruz fait référence aux pubs McDonald’s.

- Arrivé au bar des Supporters de Olympique de Marseille tout le monde lève les verres et scande À la bien ! qui fait référence a une chanson du rappeur marseillais Soprano.

- Quand Muzafar (José Garcia) et Feruz (Michaël Youn) apprennent à parler le français on peut apercevoir le mot Pov’ con qui fait référence à la phrase Casse-toi, pauv’ con ! prononcée par Nicolas Sarkozy en 2008.

- Les scénaristes ont choisi le prénom Marianne pour Isabelle Funaro afin d'évoquer le symbole de la République française, la célèbre Marianne coiffée du bonnet phrygien (coiffure que le personnage met d'ailleurs sur les têtes des deux héros lors de la séquence du 14 juillet).

- Par certains aspects (personnages venant d’un pays lointain affublés d’une moustache et parlant avec un fort accent), Vive la France rappelle les films de Sacha Baron Cohen et notamment le déjanté Borat, personnage irrévérencieux et vulgaire. Michaël Youn se défend toutefois : "Ça n'a rien à voir : Borat est journaliste alors qu'on est terroristes ; on est persécutés par les autochtones alors que dans Borat, c'était plutôt lui qui persécutait les Américains", affirme le comédien.

Michaël Youn, Isabelle Funaro et Ary Abittan ont précédemment joué dans Fatal, tandis que Moussa Maaskri et Philippe Ambrosini ont joué dans Bye Bye et Hors jeu. Maaskri a aussi fait trois autres films avec Gérard Dubouche : MR 73, La Mer à boire et Chercher le garçon, ainsi qu'avec Michaël Youn dans le film Carbone. Gérard Dubouche et Luc Palun ont joué dans le film Travail d'Arabe et rejoueont plus tard dans le film Poly.
Sean Obispo, le fils de Pascal Obispo et d'Isabelle Funaro fait une brève apparition dans une scène où il incarne un des jeunes de Marseille.

## Accueil

### Accueil critique
Le film reçoit des critiques globalement négatives de la part de la presse et des spectateurs. Pour Écran Large : « Le constat est terrifiant puisqu'à part deux ou trois rires nerveux, l'encéphalogramme reste plat. » Pour Ouest-France, c’est « une succession de péripéties répétitives. De grosses blagues de potache trop téléphonées pour vraiment faire rire ». Seul Le Parisien ne tarit pas d’éloges : « Vive la France » est une réussite d'humour, de bonnes idées et d'excellentes répliques. Avec, en prime, de superbes images de l'Hexagone. Le duo Youn-Garcia, épaulé par l'éblouissante Isabelle Funaro, est un sommet de numéros d'acteurs. On aurait tort de s'en priver".

### Box-office
Vive la France a fait un bon démarrage en France avec environ 464 280 entrées la première semaine, puis enregistre finalement 1 103 659 entrées en France.
Le budget était de 15,8 M €. Le film a récolté 9 338 419 €.